# Гибискус коноплёвый
Гиби́скус коноплёвый, или кена́ф (лат. Hibiscus cannabinus) — однолетнее травянистое растение рода Гибискус семейства Мальвовые, прядильная культура.
В сухих стеблях до 21 % волокна, используемого для изготовления технических тканей, в семенах — до 20 % технического масла. Возделывают в Иране, Индии, Китае, Бразилии, США. Волокно, называемое «бомбейской пенькой», используется в морском деле для выделки тросов.
До Первой мировой войны ввозился в Российскую империю из Персии, и в тот период назывался русским джутом (также и кенафом). В советское время опытные посевы кенафа практиковались в Узбекистане, Приморье.